# Vamba
|  | Per a altres significats, vegeu «Vamba (sabatilla)». |

Vamba (c. 630 - Pampliega, 688) fou rei visigot d'Hispània del 672 al 680. Era un noble militar, que a la mort de Recesvint fou elegit rei, malgrat la seva pròpia oposició (per la seva avançada edat), i consagrat a Toledo pel setembre del 672.
Les fonts principals del seu regnat és la Historia Rebellionis Pauli adversus Wambam, escrita per Julià, diaca o sacerdot, i més tard metropolità de Toledo (des de gener del 680 a març del 690), la Insultatio, també de Julià, en la qual es narren les relacions tirants entre la província de la Gàl·lia Narbonense i la resta del Regne, que indicaria l'existència d'un principi de particularisme regional, i una carta del cap de la rebel·lió, Paulus, adreçada a Vamba.

## Antecedents
Es desconeixen els seus orígens familiars, i res indica que estigués emparentat amb el llinatge del seu predecessor, Recesvint. Abans de ser escollit rei ocupava un càrrec destacat, anomenat ofici palatí (655), com un dels representants més importants dels nobles que ocupaven els llocs més destacats de l'administració territorial i central. Probablement ostentava el títol de duc d'alguna de les províncies, pots de la Gal·lècia, atès que durant el X Concili de Toledo va presentar el testament del bisbe Martí de Braga (656). En aquest concili se l'identifica amb un vir illustris que apareix, tot i que no s'indica el càrrec.
A la mort de Recesvint pertanyia al petit i poderós grup dels ducs del regne.

## Regnat
L'1 de setembre de 672, dia de la mort de Recesvint a Gerticos, estava present a la localitat juntament amb la resta de personalitats principals del regne, que segurament estaven esperant la molt probablement prevista mort del rei. El difunt, sense fills que el succeïssin o bé forçat pels nobles, Recesvint no va designar ningú i es va procedir al sistema electiu del nou rei. Seguint les pautes marcades per les lleis del VIII Concili de Toledo, es va elegir allà mateix i per part de nobles i bisbes a Vamba com a rei. No obstant això, segons el relat de Julià de Toledo, haurien estat els ducs provincials més poderosos els que van imposar la seva opció.
El nou sobirà era, una vegada més, d'edat avançada. Segurament pertanyia al grup de partidaris de Recesvint, i els magnats que el van elegir van voler assegurar-se l'elecció d'un dels seus, presumptament poc problemàtic i en tot cas ja ancià, i evitar la intervenció del clergat en l'elecció, doncs se suposa al clergat hostil a Recesvint. Vamba va rebutjar l'elecció, al·legant la seva avançada edat que farien difícil que pogués fer front a "els desastres que amenaçaven el regne", però va acceptar quan un dels magnats, un dux, el va amenaçar de mort si no acceptava la corona. Per no ser considerat un usurpador Vamba és traslladat a Toledo, on el metropolità Quirze, de grat o per força, el va coronar el setembre o octubre a l'Església dels Sants Apòstols.

### Política militar
La primera activitat de Vamba va ser una campanya dels vascons. Consolidat en el tron va decidir organitzar una expedició contra els vascons a l'hivern del 672, i el resultat immediat de la notícia de l'avanç de l'exèrcit reial va haver de ser que els vascons no van descendir per la Vall de l'Ebre, i van concentrar els seus atacs cap a Cantàbria. El rei es va dirigir a aquesta regió (673), i al camí va tenir notícies que s'havia rebel·lat a la Narbonense el comte de Nimes, Hilderic, al qual donava suport el bisbe de Magalona Gumild, i l'abat Ranimir, tots ells de nacionalitat goda. El bisbe de Nimes, Aregius, no havia secundat la rebel·lió i havia estat deposat per Hilderic, que l'havia enviat encadenat al Regne dels Francs, col·locant en el seu lloc a Ranimir, que va ser consagrat per dos bisbes del Regne Franc (la consagració d'un bisbe exigia, legalment almenys, la presència de tres Bisbes de la mateixa província segons el cànon 19 del IV Concili de Toledo); d'això alguns historiadors infereixen l'existència d'un suport (tàcit o explícit) dels poders Francs als rebels. Malgrat tot cal suposar que el domini en rebe·lia no era extens, circumscrit a la part nord de Septimania (o a l'entorn dels llocs de Nimes i Magalona).

#### La revolta de Paulus
Vamba, però, no revoca l'assetjament planejat sobre els vascons del Cantàbric i envia contra els rebels un dels dux del seui estol, l'anomenat Paulus. Aquest va marxar amb ses tropes per a fer cap a la Narbonense arribant, probablement, fins a Tarraco, on mantindria converses amb el dux d'aquell indret, dit Ranosild. Dels contuberni entre ambdós se'n decanta l'addessió a la rebel·lió: una part de la Tarraconense es va aixecar contra Vamba, sumant-se a la Narbonense. Un dels "gardings" (funcionaris palatins) fidels al rei -anomenat Hildigís- també s'uniria a Paulus i a Ranosild. Mentre fingia prosseguir el seu camí, Paulus va continuar cercant suports; notícia que arribaria a les oïdes del bisbe Argebad de Narbona (lleial al rei). Aquest que va enviar un emissari per tal d'informar-ne Vamba.
Una vegada a Narbona, Paulus es va proclamar rei, declarà deposat a Vamba, i va ser ungit i coronat amb la corona d'or que Recared havia donat a un santuari de Gerunda. Tota la noblesa de la Narbonense i de la part oriental de la Tarraconense es va sumar a la revolta, i el nou rei va aconseguir atreure al seu partit, a més dels nobles i bisbes, a francs i vascons. Paulus va exigir un jurament de fidelitat a les poblacions que dominava. Vamba es va assabentar de la revolta de Paulus quan era a Cantàbria, a punt d'atacar els vascons. Després de consultar amb els l'alta noblesa palatina que l'acompanyaven, es decidí per un atac massiu contra els vascons, deixant per a després la lluita contra Paulus. Finalment els vascons van accedir a lliurar alguns ostatges i tributs, i segurament es van comprometre a no ajudar Paulus i a convèncer els altres caps perquè no ho fessin.
Vamba va poder marxar llavors cap a Calagurris i des d'allà cap a Osca, Ilerda i Bàrcino, on va capturar a diversos caps rebels. Va seguir cap a Gerunda, que se li va rendir. Vamba va dividir llavors el seu exèrcit en tres columnes: una que remuntaria el Segre, travessaria la Ceretània (Cerdanya) i entraria a la Narbonense pel riu Tet; una altra passaria per Ausona (Vic) i des d'allà arribaria fins a Ceret; i la tercera columna comandada per ell mateix avançaria per la via romana que seguia la costa.
Quan travessava els Pirineus, Vamba va rebre una carta de Paulus, que el desafiava a un combat singular a Clausurae, no lluny de Ceret (Castrum Clausurae). El rei va prendre Caucoliberi (Cotlliure) i altres fortaleses, i es va presentar a Clausurae on va vèncer a les forces rebels, capturant el dux Ranosild i el garding Hildigis o Eldigis, que dirigien la defensa, i altres nobles gots. Un exèrcit format per francs, que acudia en ajut de la vila, va fugir sense combatre. Witimir, defensor de la fortalesa de Sordònia pròxima a Llívia (Castrum Libiae o Julia Libia), va fugir cap a Narbona on va informar en Paulus del desastre de Clausurae i que les altres dues columnes ja havien arribat als seus objectius, eliminant les resistències rebels, i s'havien unit a les forces de la columna al comandament del rei.
L'atac es va dirigir seguidament contra Narbona, i hi van acudir les naus de la flota visigoda que van atacar per mar, mentre les forces terrestres van marxar per atacar-la per diversos punts. Paulus va abandonar la ciutat cap a Nimes, deixant el comandament de Narbona a Witimir, al qual Vamba va intimar a la rendició sense èxit. Les forces del rei van assaltar la ciutat prenent-la després de vèncer una tenaç resistència. Witimir es va refugiar en una església amb l'espasa i va ser capturat. Van ser també capturats Argemund (se'n desconeix el càrrec) i el primicerius Gultrícia. Prop de Besiers va ser capturat Ranimir, bisbe intrús de Nimes, que havia fugit de Narbona abans de l'entrada de les tropes règies. Lodeva, Besiers i Agde van caure també a poder del rei, capturant-se al bisbe Wiliesind, al seu germà Ranosind i a Arangiscle, el defensor de Llívia.
El següent atac es va dirigir cap a Magalona, defensada pel bisbe Gumild. Davant un possible atac per mar Gumild va fugir a Nimes, i la ciutat va ser presa per Vamba amb escassa oposició. Quedava el bastió de Nimes on estava Paulus amb un exèrcit compost per francs i visigots. Forces enviades pel rei van arribar davant la ciutat el 31 d'agost del 673; els defensors esperaven l'arribada de reforços dels francs, i per anticipar-se a la seva arribada l'exèrcit reial va atacar la ciutat sense resultat positiu. Al final de l'endemà (en què els reialistes van tornar a atacar la ciutat sense aconseguir prendre-la) van arribar uns deu mil soldats gots al comandament del dux Wandemir o Waldemir, i aquella mateixa nit, ja de matinada, les portes de la ciutat van cremar i les forces del dux van penetrar a Narbona, refugiant-se els defensors en l'amfiteatre de la ciutat, on va esclatar la lluita entre ells: els gals desconfiaven dels gots, dels francs i de Paulus; els francs desconfiaven dels gots; i els gots desconfiaven dels francs i els gals. Paulus no va poder imposar la seva autoritat i va haver d'assistir a una gran matança entre els seus propis partidaris (2 de setembre). Al llarg el dia Paulus va consultar amb els seus col·laboradors, i va enviar a Argebad, bisbe de Narbona, a sol·licitar la clemència reial (mentre els partidaris del rebel seguien lluitant entre ells). El rei va rebre a Argebad i va accedir a acabar la lluita però va rebutjar la petició que els rebels no rebessin el càstig prescrit per les lleis. Les tropes visigodes van controlar la ciutat i es van establir destacaments per prevenir l'arribada de tropes dels francs. Centenars de gals, francs, saxons, gots i alguns hispà-romans van ser detinguts juntament amb Paulus (entre ells Gumild, bisbe de Magalona). El 20 de setembre els presoners francs i saxons van ser expulsats cap a la seva pàtria.
Paulus va ser vestit amb vestuari reial en forma de mofa, i va ser conduït amb els seus col·laboradors principals a presència del rei (4 de setembre) i dels nobles de palau, els gardings i tot el Officium present, i els comandaments militars. Vamba els preguntà pel motiu de la rebel·lió, per a la que no van poder al·legar cap ofensa, i els va mostrar el seu jurament de fidelitat signat el 672 després del seu accés al tron; després va ser llegit el cànon setanta-cinc de l'IV Concili i la llei sobre rebel·lió de Khindasvint. No obstant això Vamba va ser magnànim i no els va condemnar a mort ni els va fer encegar; van ser rapats i els seus béns confiscats.
Pels mateixos dies forces dels francs al comandament d'un duc anomenat Lupus va arribar fins a prop de Besiers, però es va retirar en conèixer la victòria del rei, i davant la presència de les forces visigodes lleials a la regió, que acudien al tenir notícies de la presència del duc.
A Narbona es va establir una guarnició visigoda i es va expulsar els jueus de la ciutat, que probablement havien pres partit per Paulus. Per a les ciutats de la Septimània es van nomenar nous comtes.

#### Després de la revolta
Pacificada la província va llicenciar a l'exèrcit a Canaba, al sud de Narbona, i va tornar a Toledo, on va entrar acompanyat de Paulus i els seus col·laboradors, els quals anaven afaitats i descalços i amb vestits molt gastats (Paulus a més portava una corona falsa) que anaven pujats en carros tirats per camells. El poble va ser incitat a escarnir-los. L'1 de novembre del 673 Vamba va publicar la seva llei militar, que fins i tot obligava al clergat a mobilitzar-se contra enemics estrangers i usurpadors. Qui no acudís a les mobilitzacions seria assenyalat, rebria dues-centes fuetades i pagaria una lliura d'or.

### Política interior
El 674 Vamba va realitzar diverses construccions a Toledo. Durant el seu regnat sembla haver-se dedicat a la restauració de vies, aqüeductes i altres obres. Un combat contra vaixells àrabs és incert.

### Política religiosa
El 675 va convocar el XI Concili de Toledo, sínode dels bisbes de la Cartaginesa, i el III Concili de Braga, sínode de Bisbes de Galícia, però sembla que les relacions amb el clergat no van millorar. Vamba va imposar al metropolità de Mèrida, Esteve, el nomenament d'un bisbe anomenat Cuniuld per al monestir d'Aquae (Lusitània), i sembla que també va decidir nomenar bisbes en viles menors i a l'Església dels Sants Apòstols de Toledo, vulnerant la regla que no hi havia d'haver dos bisbes en una mateixa ciutat. El 30 de gener del 680 el cronista Julià va ser nomenat metropolità de Toledo. Al XI Concili de Toledo, celebrat el 7 de novembre del 675 a l'església de Santa Maria van assistir disset bisbes personalment i altres dos representats pels seus diaques (els de Segòvia i Ergávica o Ercávica o Arcávica), a més de cinc abats.

### Deposició

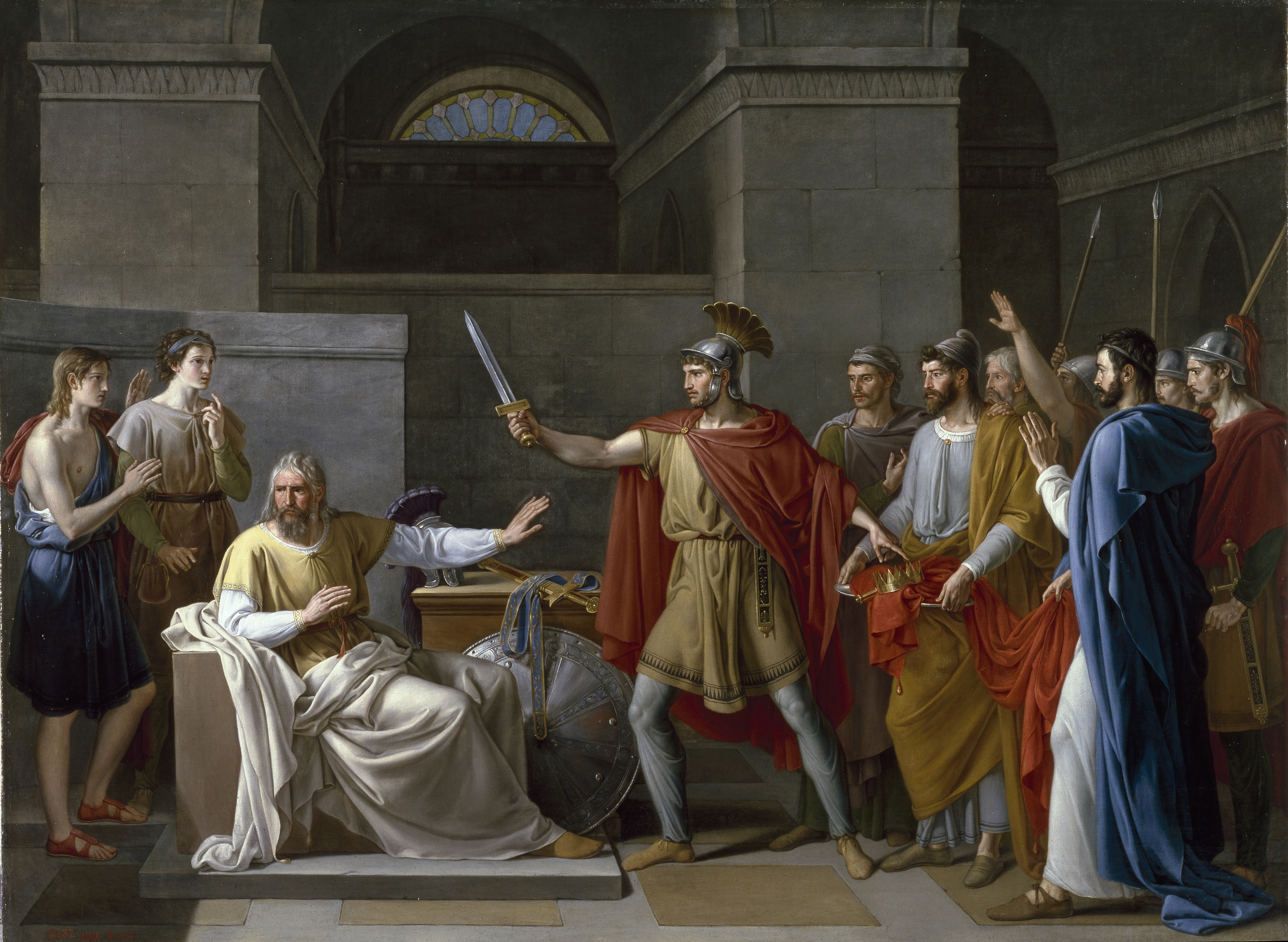
Vamba renuncia al tron, per Juan Antonio Ribera

Les circumstàncies del final del seu regnat resulten de les actes del XII Concili de Toledo, on s'explica que Vamba va ser deposat després de caure mortalment malalt. Això succeí el 14 d'octubre de 680, i a petició d'un comte palatí, Ervigi, a causa de la malaltia del monarca, com era costum, es se'l va vestir amb l'hàbit monàstic i va ser tonsurat en presència de la noblesa palatina. Després es va recuperar miraculosament, tanmateix estava ja incapacitat legalment per a regnar, raó per la qual va renunciar i designar successor Ervigi. El document el van signar els magnats palatins i s'adreçà un escrit a l'arquebisbe Julià de Toledo per comminar-lo a ungir el nou rei el més aviat millor.
Aquests són els fets narrats pels bisbes i la versió oficial davant per als contemporanis de Vamba. La necessitat d'explicar-ho suposava que va haver-hi rumors que Ervigi havia ordit un complot per deposar el monarca i volia silenciar-los. És improbable que Vamba acceptés els cànons que implicaven la seva deposició i en canvi no respectés els que fixaven la forma d'elecció del nou sobirà, atès que legalment no podia ser designat. Una referència del XII Concili deixa entreveure que Vamba no va acceptar la seva deposició i va intentar recobrar el tron, la qual cosa no estaria renyida amb el nomenament d'un successor quan pensava que anava a morir (les dues coses serien il·legals). És clar que el clergat no el recolzava i que Ervigi va saber captar el suport de molts nobles, perquè els nobles i bisbes podrien haver obviat o canviat la llei que impedia regnar un vegada tonsurat.

## Mort
La mort de Vamba va esdevenir algun temps després. Uns autors indiquen que s'havia retirat al monestir de Pampliega, prop de Burgos, on va morir set anys i set mesos després (és a dir cap a maig o juny del 688; altres diuen que va morir als pocs mesos. Zeumer, a Neues Archiv des Gesellschaft für ältere deutsche Gesichteskunde indica la data del 4 de novembre del 683).

## Llegat
El municipi de Wamba en província de Valladolid porta el seu nom. És el lloc on va morir Recesvint, aleshores anomenat Gerticos, i també el lloc on van nomenar Vamba nou monarca. Això va fer que la població canvies de nom i prengués el del nou dignatari.
A l'Empordà i les àrees properes existeix l'expressió "Els collons d'en Vamba" (també escrit "Els collons d'en Wamba" o "Els collons d'en Bamba") per mostrar incredulitat o sorpresa. Aquesta expressió fa referència al monarca.